# Negozio temporaneo

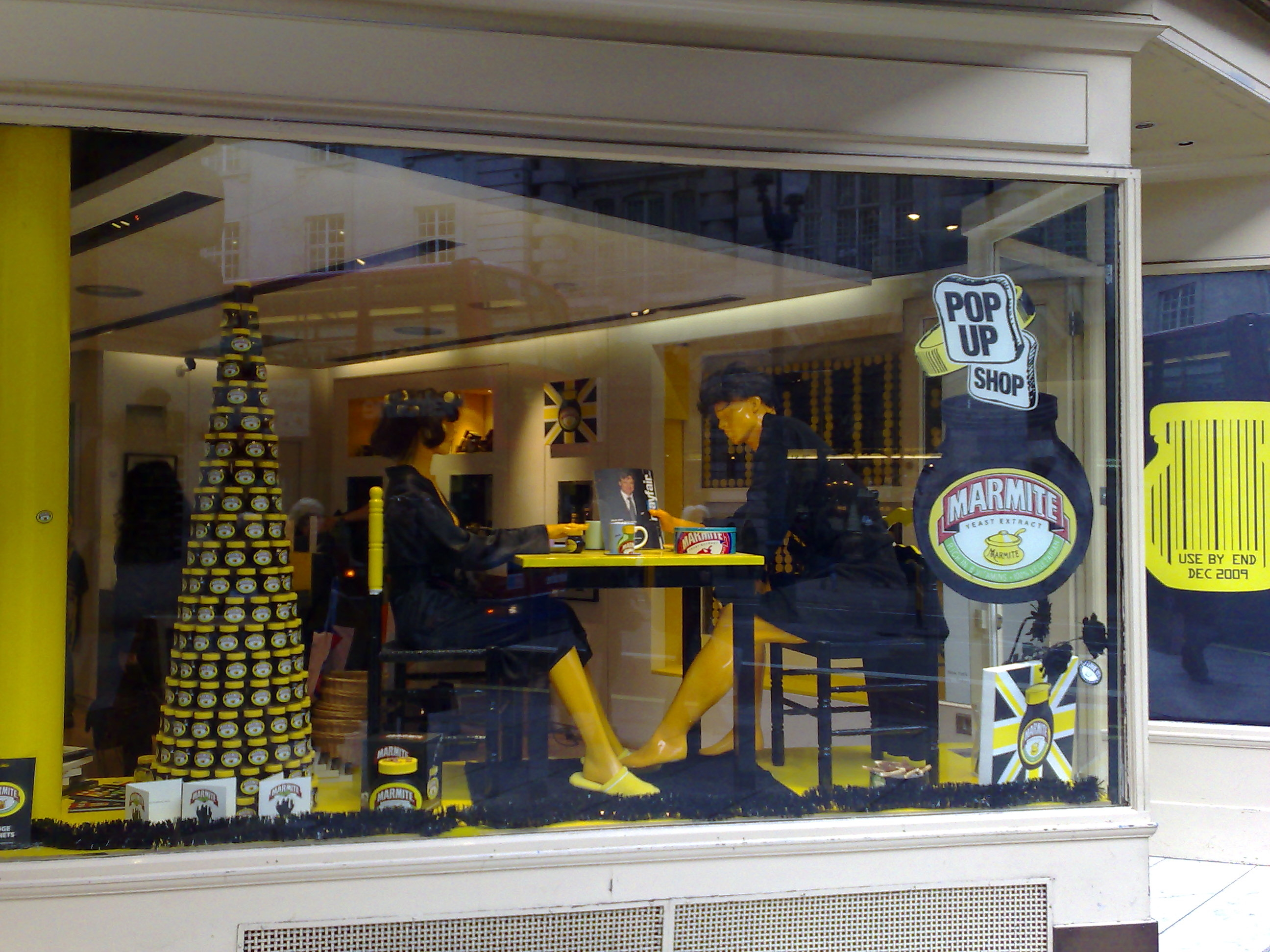
Negozio a tempo a Londra

Il negozio temporaneo o negozio a tempo (pop-up store, pop-up retail o temporary store in americano, pop-up shop in inglese britannico), è un punto vendita di concezione relativamente recente, che importa in Italia una tendenza nata negli Stati Uniti e nel Regno Unito. 

## Descrizione
Il negozio temporaneo è appunto un esercizio temporaneo, la cui durata può variare da pochi giorni a poco più di un mese. Benché piccoli e transitori, questi negozi sono spesso in grado di attirare l'attenzione dei consumatori. Essi compaiono in zone particolarmente in vista della città, proponendo le ultime novità e chiudendo improvvisamente, senza preavviso: l'obiettivo è quello di creare un evento effimero che si leghi a un messaggio duraturo nel tempo, specialmente nelle politiche di marketing delle grandi marche.
L'innovatività del concetto di negozio temporaneo e della sua organizzazione modifica notevolmente i canoni abituali della vendita al dettaglio. La stessa merce venduta nei negozi temporanei, specie nel campo dell'abbigliamento e della moda in generale, è prodotta in edizione limitata, e la fornitura diretta delle imprese al dettagliante consente di praticare prezzi inferiori a quelli medi dei negozi tradizionali equivalenti.
L'estrema volatilità connessa alla gestione dell'attività e ai prodotti è soggetta a non poche critiche: alcuni psicologi ritengono che le tecniche adottate per richiamare l'attenzione, per esempio il conto alla rovescia alla chiusura del negozio, provochino una sorta di "ansia da evento", a sua volta responsabile di un acquisto compulsivo e cieco. Per di più questo avverrebbe in assenza di reali sconti, quando non in presenza di prezzi appositamente rialzati.
D'altra parte il negozio temporaneo viene anche segnalato come tentativo di risposta alla crisi economica attuale, in quanto soluzione che consente, almeno parzialmente, un abbattimento di costi fissi quali i canoni di affitto degli immobili.